# Lunel-Viel
Pour les articles homonymes, voir Lunel (homonymie) et Viel.
Lunel-Viel [ly.nɛl vjɛl] (de l'occitan Lunèl Vièlh [ly.'nɛl 'βjɛl], le « Vieux Lunel ») est une commune française située dans l'est du département de l'Hérault, en région Occitanie.
Exposée à un climat méditerranéen, elle est drainée par le canal d'irrigation du Bas-Rhône Languedoc, le Dardaillon, le Dardaillon-Ouest et par deux autres cours d'eau. La commune possède un patrimoine naturel remarquable composé d'une zone naturelle d'intérêt écologique, faunistique et floristique.
Lunel-Viel est une commune urbaine qui compte 4 497 habitants en 2022, après avoir connu une forte hausse de la population depuis 1962. Elle est dans l'agglomération de Lunel et fait partie de l'aire d'attraction de Montpellier. Ses habitants sont appelés les Lunelviellois ou  Lunelvielloises.

## Géographie

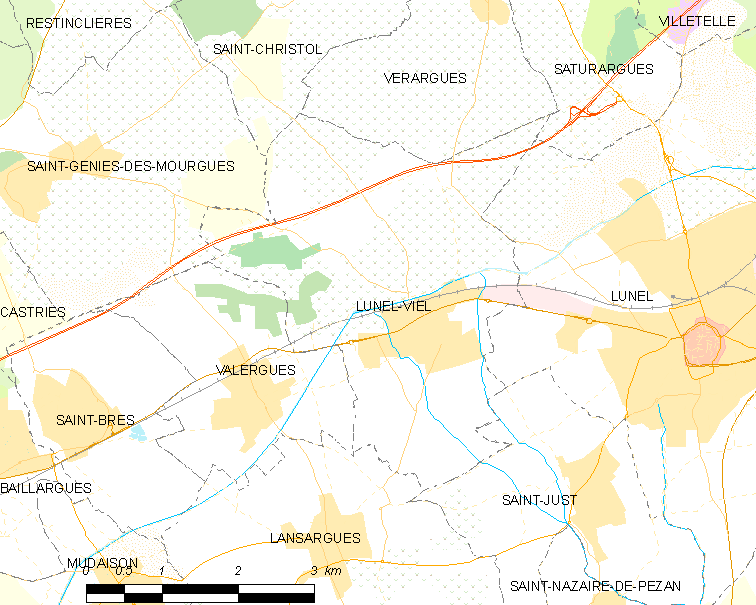
Carte.

Lunel-Viel est une commune située à 20 km de Montpellier et 30 km de Nîmes. Son bâti est presque continu avec Lunel à l'est.
La RN 113 la traverse, ainsi qu'une voie ferrée reliant Nîmes à Montpellier, plusieurs champs viticoles sont présents au nord et au sud. Elle appartient au canton de Lunel.

### Communes limitrophes
| Saint-Christol (5.25 / 8,03 km) Restinclières (6.64 / 10,02 km) Saint-Geniès-des-Mourgues (5.07 / 6,61 km) | Sommières (11.95 / 13,87 km)       | Vérargues (4.36 / 4,78 km) Saturargues (5.28 / 6,07 km) Gallargues-le-Montueux (8.28 / 12,12 km) |
| Castries (8.31 / 12,85 km)                                                                                 | Lunel-Viel                         | Aimargues (9.66 / 14,02 km) Lunel (3.61 / 3,97 km)                                               |
| Valergues (2.47 / 3,01 km) Mudaison (5.06 / 7,71 km) Lansargues (3.32 / 4,58 km)                           | La Grande-Motte (13.09 / 19,46 km) | Saint-Just (3.06 / 3,45 km) Saint-Nazaire-de-Pézan (4.40 / 5,09 km)                              |

### Climat
Pour des articles plus généraux, voir Climat de l'Occitanie et Climat de l'Hérault.
En 2010, le climat de la commune est de type climat méditerranéen franc, selon une étude s'appuyant sur une série de données couvrant la période 1971-2000. En 2020, Météo-France publie une typologie des climats de la France métropolitaine dans laquelle la commune est exposée à un climat méditerranéen et est dans la région climatique  Provence, Languedoc-Roussillon, caractérisée par une pluviométrie faible en été, un très bon ensoleillement (2 600 h/an), un été chaud (21,5 °C), un air très sec en été, sec en toutes saisons, des vents forts (fréquence de 40 à 50 % de vents > 5 m/s) et peu de brouillards.
Pour la période 1971-2000, la température annuelle moyenne est de 14,4 °C, avec une amplitude thermique annuelle de 16,9 °C. Le cumul annuel moyen de précipitations est de 697 mm, avec 6 jours de précipitations en janvier et 2,5 jours en juillet. Pour la période 1991-2020, la température moyenne annuelle observée sur la station météorologique la plus proche, située sur la commune de Entre-Vignes à 6 km à vol d'oiseau, est de 0,0 °C et le cumul annuel moyen de précipitations est de 0,0 mm,. Pour l'avenir, les paramètres climatiques de la commune estimés pour 2050 selon différents scénarios d'émission de gaz à effet de serre sont consultables sur un site dédié publié par Météo-France en novembre 2022.

### Milieux naturels et biodiversité

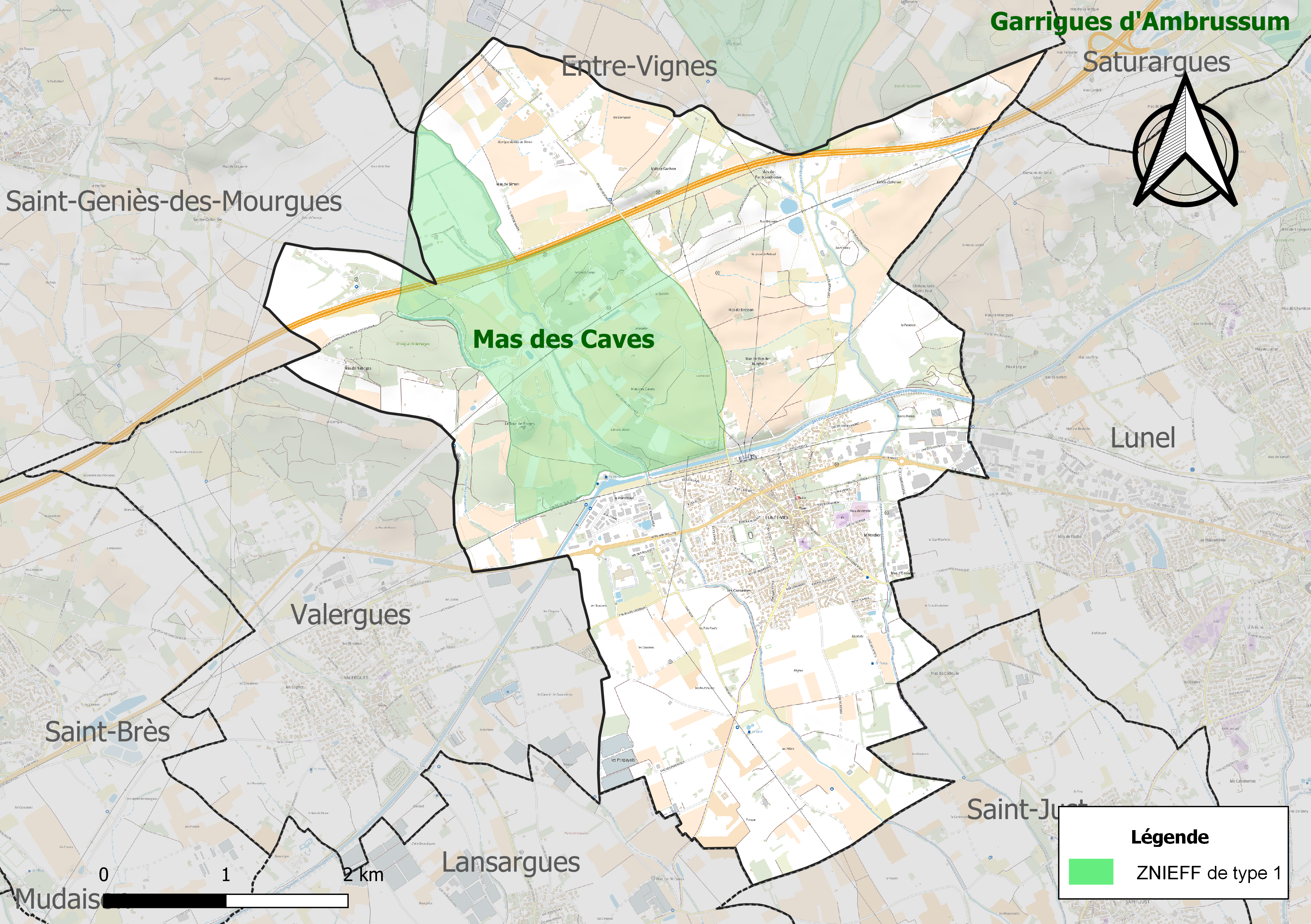
Carte de la ZNIEFF de type 1 localisée sur la commune.

L’inventaire des zones naturelles d'intérêt écologique, faunistique et floristique (ZNIEFF) a pour objectif de réaliser une couverture des zones les plus intéressantes sur le plan écologique, essentiellement dans la perspective d’améliorer la connaissance du patrimoine naturel national et de fournir aux différents décideurs un outil d’aide à la prise en compte de l’environnement dans l’aménagement du territoire.
Une ZNIEFF de type 1 est recensée sur la commune :
les « Mas des Caves » (231 ha), couvrant 2 communes du département.

## Urbanisme

### Typologie
Au 1er janvier 2024, Lunel-Viel est catégorisée ceinture urbaine, selon la nouvelle grille communale de densité à sept niveaux définie par l'Insee en 2022.
Elle appartient à l'unité urbaine de Lunel, une agglomération inter-départementale regroupant neuf  communes, dont elle est une commune de la banlieue,,. Par ailleurs la commune fait partie de l'aire d'attraction de Montpellier, dont elle est une commune de la couronne,. Cette aire, qui regroupe 161 communes, est catégorisée dans les aires de 700 000 habitants ou plus (hors Paris),.

### Occupation des sols
L'occupation des sols de la commune, telle qu'elle ressort de la base de données européenne d’occupation biophysique des sols Corine Land Cover (CLC), est marquée par l'importance des territoires agricoles (76,2 % en 2018), en diminution par rapport à 1990 (86,5 %). La répartition détaillée en 2018 est la suivante : 
zones agricoles hétérogènes (38,3 %), cultures permanentes (36,3 %), zones industrielles ou commerciales et réseaux de communication (10 %), zones urbanisées (9,4 %), forêts (4,4 %), terres arables (1,7 %). L'évolution de l’occupation des sols de la commune et de ses infrastructures peut être observée sur les différentes représentations cartographiques du territoire : la carte de Cassini (XVIIIe siècle), la carte d'état-major (1820-1866) et les cartes ou photos aériennes de l'IGN pour la période actuelle (1950 à aujourd'hui).

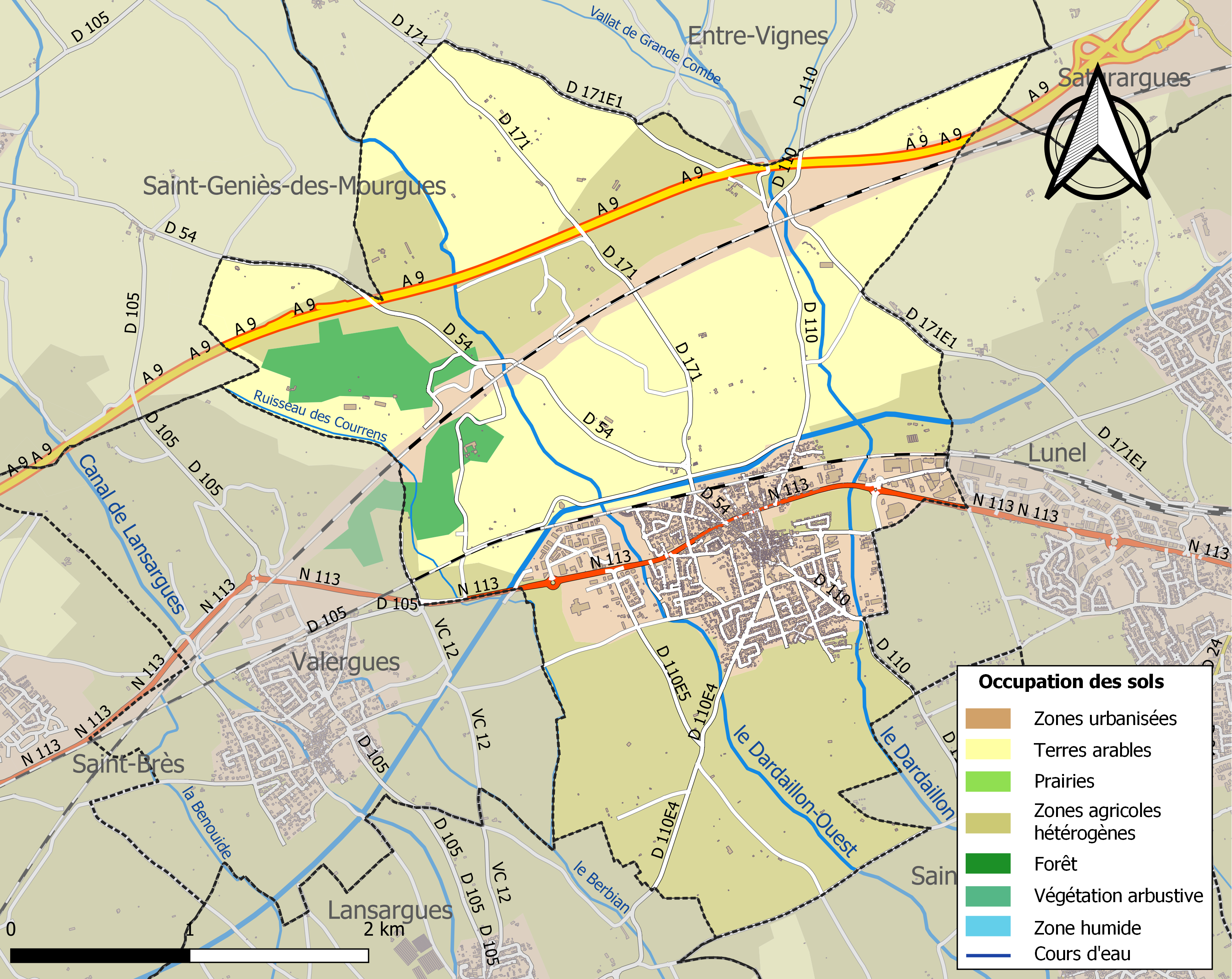
Carte des infrastructures et de l'occupation des sols de la commune en 2018 (CLC).

### Risques majeurs
Le territoire de la commune de Lunel-Viel est vulnérable à différents aléas naturels : météorologiques (tempête, orage, neige, grand froid, canicule ou sécheresse), inondations, feux de forêts et séisme (sismicité faible). Il est également exposé à un risque technologique, le transport de matières dangereuses. Un site publié par le BRGM permet d'évaluer simplement et rapidement les risques d'un bien localisé soit par son adresse soit par le numéro de sa parcelle.

#### Risques naturels
La commune fait partie du territoire à risques importants d'inondation (TRI) de Montpellier-Lunel-Maugio-Palavas, regroupant 49 communes du bassin de vie de Montpellier et s'étendant sur les départements de l'Hérault et du Gard, un des 31 TRI qui ont été arrêtés fin 2012 sur le bassin Rhône-Méditerranée, retenu au regard des risques de submersions marines et de débordements du Vistre, du Vidourle, du Lez et de la Mosson. Parmi les événements significatifs antérieurs à 2019 qui ont touché le territoire, peuvent être citées les crues de septembre 2002 et de septembre 2003 (Vidourle) et les tempêtes de novembre 1982 et décembre 1997 qui ont touché le littoral. Des cartes des surfaces inondables ont été établies pour trois scénarios : fréquent (crue de temps de retour de 10 ans à 30 ans), moyen (temps de retour de 100 ans à 300 ans) et extrême (temps de retour de l'ordre de 1 000 ans, qui met en défaut tout système de protection). La commune a été reconnue en état de catastrophe naturelle au titre des dommages causés par les inondations et coulées de boue survenues en 1982, 1987, 1994, 2002, 2003, 2005, 2009, 2014, 2015 et 2016,.
Lunel-Viel est exposée au risque de feu de forêt. Un plan départemental de protection des forêts contre les incendies (PDPFCI) a été approuvé en juin 2013 et court jusqu'en 2022, où il doit être renouvelé. Les mesures individuelles de prévention contre les incendies sont précisées par deux arrêtés préfectoraux et s’appliquent dans les zones exposées aux incendies de forêt et à moins de 200 mètres de celles-ci. L’arrêté du 25 avril 2002 réglemente l'emploi du feu en interdisant notamment d’apporter du feu, de fumer et de jeter des mégots de cigarette dans les espaces sensibles et sur les voies qui les traversent sous peine de sanctions. L'arrêté du 11 mars 2013 rend le débroussaillement obligatoire, incombant au propriétaire ou ayant droit,.

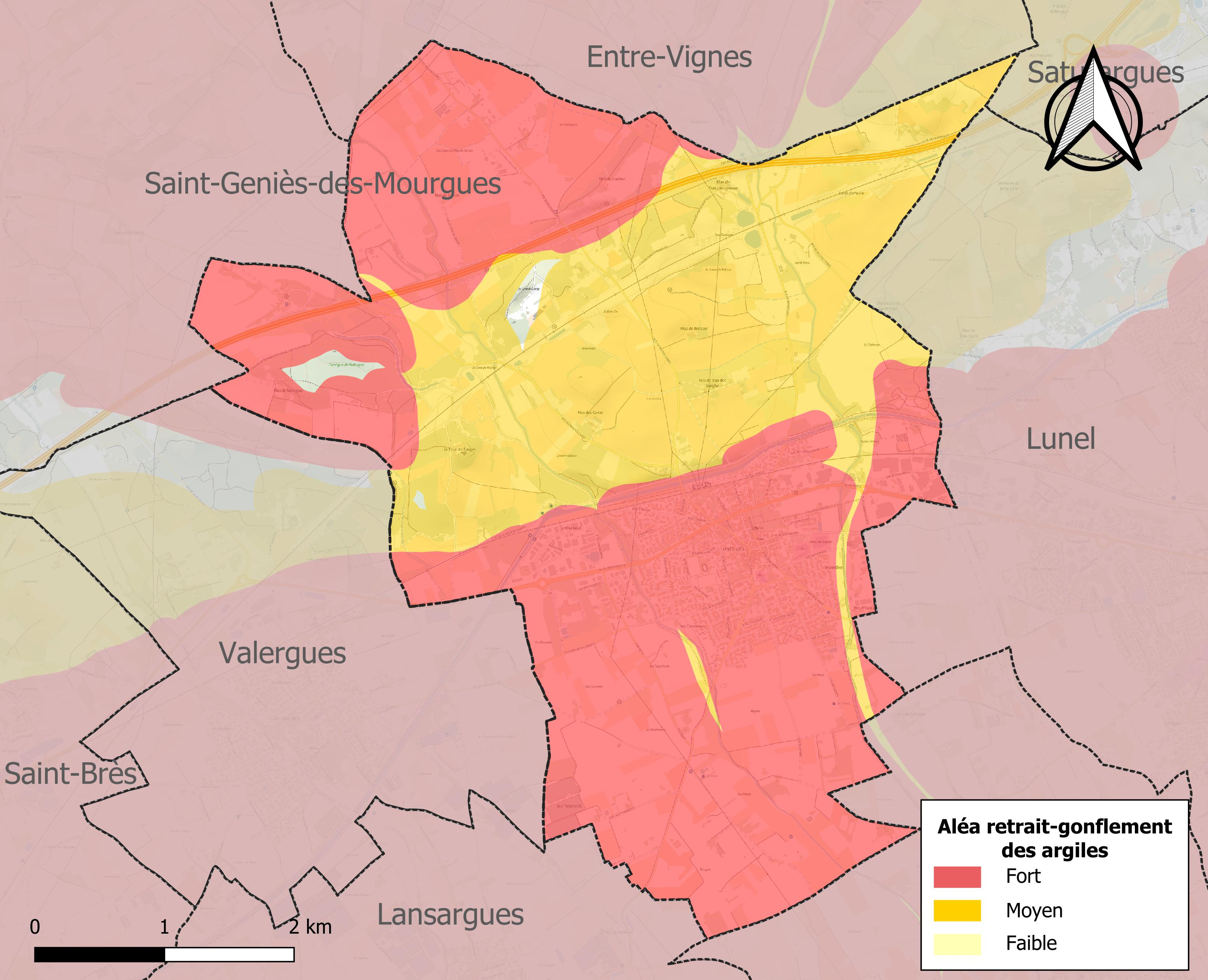
Carte des zones d'aléa retrait-gonflement des sols argileux de Lunel-Viel.

Le retrait-gonflement des sols argileux est susceptible d'engendrer des dommages importants aux bâtiments en cas d’alternance de périodes de sécheresse et de pluie. 99 % de la superficie communale est en aléa moyen ou fort (59,3 % au niveau départemental et 48,5 % au niveau national). Sur les 1 370 bâtiments dénombrés sur la commune en 2019, 1 369 sont en aléa moyen ou fort, soit 100 %, à comparer aux 85 % au niveau départemental et 54 % au niveau national. Une cartographie de l'exposition du territoire national au retrait gonflement des sols argileux est disponible sur le site du BRGM,.
Par ailleurs, afin de mieux appréhender le risque d’affaissement de terrain, l'inventaire national des cavités souterraines permet de localiser celles situées sur la commune.

#### Risques technologiques
Le risque de transport de matières dangereuses sur la commune est lié à sa traversée par des infrastructures routières ou ferroviaires importantes ou la présence d'une canalisation de transport d'hydrocarbures. Un accident se produisant sur de telles infrastructures est susceptible d’avoir des effets graves sur les biens, les personnes ou l'environnement, selon la nature du matériau transporté. Des dispositions d’urbanisme peuvent être préconisées en conséquence.

## Histoire

### Préhistoire
Site préhistorique daté du Paléolithique inférieur et Paléolithique moyen.

### Antiquité

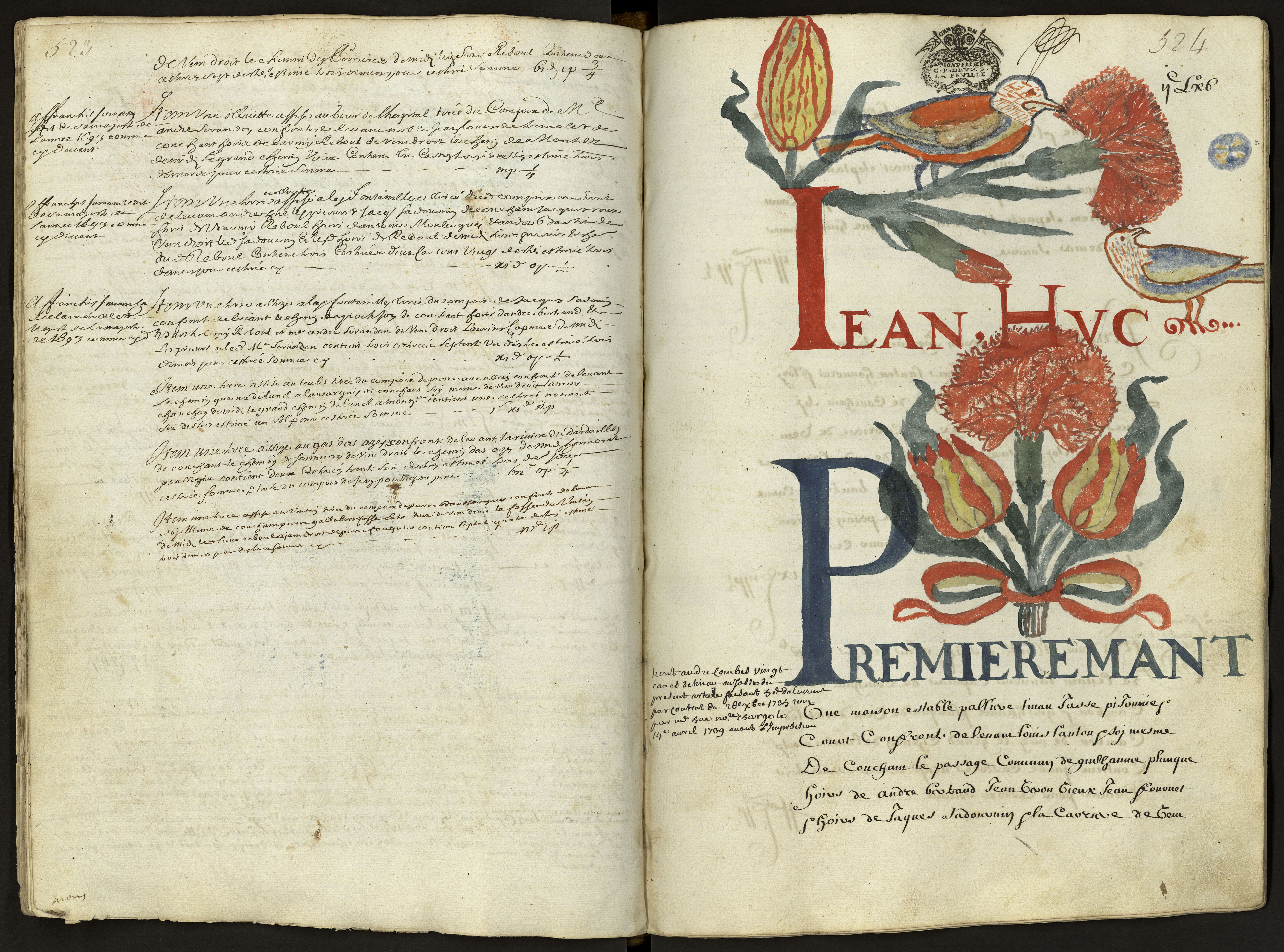
Usuel du compoix de 1681.

Lunel-Viel est le plus ancien village du Lunellois et l’un des plus anciens de la région. Lunel-Viel est une commune antérieure à Lunel, le chef-lieu du canton. On a recensé les premières traces d’occupation du site au Ier siècle av. J.-C., mais les plus importants vestiges datent du Ier siècle de notre ère, lorsque sous l’Empire romain la région littorale connut un important développement démographique et économique.[réf. nécessaire]
De grands thermes furent construits vers les années 70 apr. J.-C., dont subsistent les fondations que l'on peut visiter près de l'école maternelle de la rue des Thermes. Autour du carrefour et de la place centrale se développaient un second ensemble thermal et des maisons, dont la modestie ou au contraire le confort, témoignent du rang social de leurs occupants.[réf. nécessaire]

### Moyen-Âge
Au XIe siècle, Lunel-Viel, comme les villages nouvellement créés, entre dans la dépendance de la seigneurie de Lunel qui lui a pris son nom et son ancienne prééminence politique.[réf. nécessaire]

## Politique et administration

### Liste des maires
| Période          | Période          | Identité          | Étiquette    | Qualité                                                                     |
| ---------------- | ---------------- | ----------------- | ------------ | --------------------------------------------------------------------------- |
| 29 octobre 1947  | 20 mars 1977     | Léon Jean ,       | SFIO puis PS | Député (1951-1955), conseiller général (1945-1973)                          |
| 20 mars 1977     | 5 septembre 2005 | Jean Vallès       | PS           |                                                                             |
| 20 novembre 2005 | mars 2008        | André Bonbonnelle | PS           | Maire par intérim puis confirmé dans ses fonctions par le conseil municipal |
| mars 2008        | juin 2020        | Jean Charpentier  | EELV         | Professeur                                                                  |
| juin 2020        | En cours         | Fabrice Fenoy,    | SE           | Professeur                                                                  |

## Population et société

### Démographie
L'évolution du nombre d'habitants est connue à travers les recensements de la population effectués dans la commune depuis 1793. Pour les communes de moins de 10 000 habitants, une enquête de recensement portant sur toute la population est réalisée tous les cinq ans, les populations de référence des années intermédiaires étant quant à elles estimées par interpolation ou extrapolation. Pour la commune, le premier recensement exhaustif entrant dans le cadre du nouveau dispositif a été réalisé en 2007.

En 2022, la commune comptait 4 497 habitants, en évolution de +16,02 % par rapport à 2016 (Hérault : +7,49 %, France hors Mayotte : +2,11 %).
| 1793 | 1800 | 1806 | 1821 | 1831 | 1836 | 1841 | 1846 | 1851 |
| ---- | ---- | ---- | ---- | ---- | ---- | ---- | ---- | ---- |
| 561  | 576  | 563  | 660  | 837  | 831  | 836  | 900  | 888  |

| 1856 | 1861 | 1866  | 1872  | 1876 | 1881 | 1886 | 1891  | 1896  |
| ---- | ---- | ----- | ----- | ---- | ---- | ---- | ----- | ----- |
| 880  | 956  | 1 029 | 1 090 | 983  | 930  | 919  | 1 026 | 1 130 |

| 1901  | 1906  | 1911  | 1921  | 1926  | 1931  | 1936  | 1946  | 1954  |
| ----- | ----- | ----- | ----- | ----- | ----- | ----- | ----- | ----- |
| 1 232 | 1 209 | 1 220 | 1 215 | 1 280 | 1 319 | 1 202 | 1 118 | 1 144 |

| 1962  | 1968  | 1975  | 1982  | 1990  | 1999  | 2006  | 2007  | 2012  |
| ----- | ----- | ----- | ----- | ----- | ----- | ----- | ----- | ----- |
| 1 210 | 1 418 | 1 331 | 1 673 | 2 301 | 3 174 | 3 484 | 3 529 | 3 751 |

| 2017  | 2022  | - | - | - | - | - | - | - |
| ----- | ----- | - | - | - | - | - | - | - |
| 3 932 | 4 497 | - | - | - | - | - | - | - |

### Sports
L'USLV, fondé en 1936, est un club de football basé à Lunel-Viel. L'école de football de l'Union sportive Lunel Vielloise est la base du club. Pour la saison 2006-2007, le club recense 280 licenciés (joueurs et dirigeants) répartis en 15 équipes, dont 12 dépendent de l'école de football (les équipes seniors et vétérans ne font pas partie de l'école).
| Pays          | France                                    |
| Ligue         | Ligue du Languedoc-Roussillon de football |
| Club fondé en | 1936                                      |
| Couleurs      | Bleu et Blanc                             |

La Boule Lunel-Vielloise, fondée en 1993, est un club de pétanque basé à Lunel-Viel. Créé en 1993 sous l'impulsion d'Alexandre Girard et de quelques amis, la Boule Lunel-Vielloise élit domicile à proximité des arènes. Le boulodrome municipal se dote alors d'un local, bâti par les membres du bureau. Avec la disparition de son président fondateur en 2006, Alain Vittoz prend le relais avec une équipe rajeunie. L'année 2014 marque le renouveau de la Boule, avec à sa tête un nouveau président plein d'entrain : Georges Gérondaras. Ce dernier participera activement à l'essor du Club.
| Pays          | France |
| Club fondé en | 1993   |

## Économie

### Revenus
En 2018, la commune compte 1 673 ménages fiscaux, regroupant 4 180 personnes. La médiane du revenu disponible par unité de consommation est de 20 050 € (20 330 € dans le département). 43 % des ménages fiscaux sont imposés (45,8 % dans le département).

### Emploi
|                | 2008   | 2013   | 2018   |
| -------------- | ------ | ------ | ------ |
| Commune        | 8,8 %  | 9,7 %  | 11,4 % |
| Département    | 10,1 % | 11,9 % | 12 %   |
| France entière | 8,3 %  | 10 %   | 10 %   |

En 2018, la population âgée de 15 à 64 ans s'élève à 2 596 personnes, parmi lesquelles on compte 77,8 % d'actifs (66,3 % ayant un emploi et 11,4 % de chômeurs) et 22,2 % d'inactifs,. Depuis 2008, le taux de chômage communal (au sens du recensement) des 15-64 ans est inférieur à celui du département, mais supérieur à celui de la France.
La commune fait partie de la couronne de l'aire d'attraction de Montpellier, du fait qu'au moins 15 % des actifs travaillent dans le pôle,. Elle compte 1 140 emplois en 2018, contre 976 en 2013 et 761 en 2008. Le nombre d'actifs ayant un emploi résidant dans la commune est de 1 741, soit un indicateur de concentration d'emploi de 65,5 % et un taux d'activité parmi les 15 ans ou plus de 61,1 %.
Sur ces 1 741 actifs de 15 ans ou plus ayant un emploi, 402 travaillent dans la commune, soit 23 % des habitants. Pour se rendre au travail, 84,6 % des habitants utilisent un véhicule personnel ou de fonction à quatre roues, 3,5 % les transports en commun, 7,8 % s'y rendent en deux-roues, à vélo ou à pied et 4,2 % n'ont pas besoin de transport (travail au domicile).

### Activités hors agriculture

#### Secteurs d'activités
534 établissements sont implantés  à Lunel-Viel au 31 décembre 2019. Le tableau ci-dessous en détaille le nombre par secteur d'activité et compare les ratios avec ceux du département,.
| Secteur d'activité                                                                                        | Commune | Commune | Département |
| Secteur d'activité                                                                                        | Nombre  | %       | %           |
| --- | ------- | ------- | ----------- |
| Ensemble                                                                                                  | 534     | 100 %   | (100 %)     |
| Industrie manufacturière, industries extractives et autres                                                | 59      | 11 %    | (6,7 %)     |
| Construction                                                                                              | 117     | 21,9 %  | (14,1 %)    |
| Commerce de gros et de détail, transports, hébergement et restauration                                    | 144     | 27 %    | (28 %)      |
| Information et communication                                                                              | 10      | 1,9 %   | (3,3 %)     |
| Activités financières et d'assurance                                                                      | 11      | 2,1 %   | (3,2 %)     |
| Activités immobilières                                                                                    | 14      | 2,6 %   | (5,3 %)     |
| Activités spécialisées, scientifiques et techniques et activités de services administratifs et de soutien | 87      | 16,3 %  | (17,1 %)    |
| Administration publique, enseignement, santé humaine et action sociale                                    | 49      | 9,2 %   | (14,2 %)    |
| Autres activités de services                                                                              | 43      | 8,1 %   | (8,1 %)     |

Le secteur du commerce de gros et de détail, des transports, de l'hébergement et de la restauration est prépondérant sur la commune puisqu'il représente 27 % du nombre total d'établissements de la commune (144 sur les 534 entreprises implantées  à Lunel-Viel), contre 28 % au niveau départemental.

#### Entreprises et commerces
Les cinq entreprises ayant leur siège social sur le territoire communal qui génèrent le plus de chiffre d'affaires en 2020 sont : 
- MPB SAS, fabrication d'éléments en béton pour la construction (16 769 k€)
- Olinn It, commerce de gros (commerce interentreprises) d'ordinateurs, d'équipements informatiques périphériques et de logiciels (14 789 k€)
- SA Ocreal, traitement et élimination des déchets non dangereux (12 785 k€)
- CMR, travaux de montage de structures métalliques (4 388 k€)
- Elsys Solutions, installation de machines et équipements mécaniques (2 084 k€)

### Agriculture
La commune est dans la « Plaine viticole », une petite région agricole occupant la bande côtière du département de l'Hérault. En 2020, l'orientation technico-économique de l'agriculture  sur la commune est la culture de fruits ou d'autres cultures permanentes.
|               | 1988 | 2000 | 2010 | 2020 |
| ------------- | ---- | ---- | ---- | ---- |
| Exploitations | 96   | 43   | 29   | 19   |
| SAU (ha)      | 564  | 549  | 446  | 397  |

Le nombre d'exploitations agricoles en activité et ayant leur siège dans la commune est passé de 96 lors du recensement agricole de 1988  à 43 en 2000 puis à 29 en 2010 et enfin à 19 en 2020, soit une baisse de 80 % en 32 ans. Le même mouvement est observé à l'échelle du département qui a perdu pendant cette période 67 % de ses exploitations,. La surface agricole utilisée sur la commune a également diminué, passant de 564 ha en 1988 à 397 ha en 2020. Parallèlement la surface agricole utilisée moyenne par exploitation a augmenté, passant de 6 à 21 ha.

## Culture locale et patrimoine

### Lieux et monuments
- Les grottes préhistoriques du Mas des Caves :
Ces grottes se situent à un kilomètre au nord-ouest du village en direction de Saint-Geniès. Les ancêtres des hommes de Néandertal furent les premiers occupants des lieux, il y a 500 000 ans. De nombreuses fouilles ont eu lieu depuis 1824 et les découvertes concernant la vie de ces ancêtres en font l'un des plus prestigieux gisements préhistoriques d’Europe. À ce jour, les grottes ne sont plus ouvertes au public.

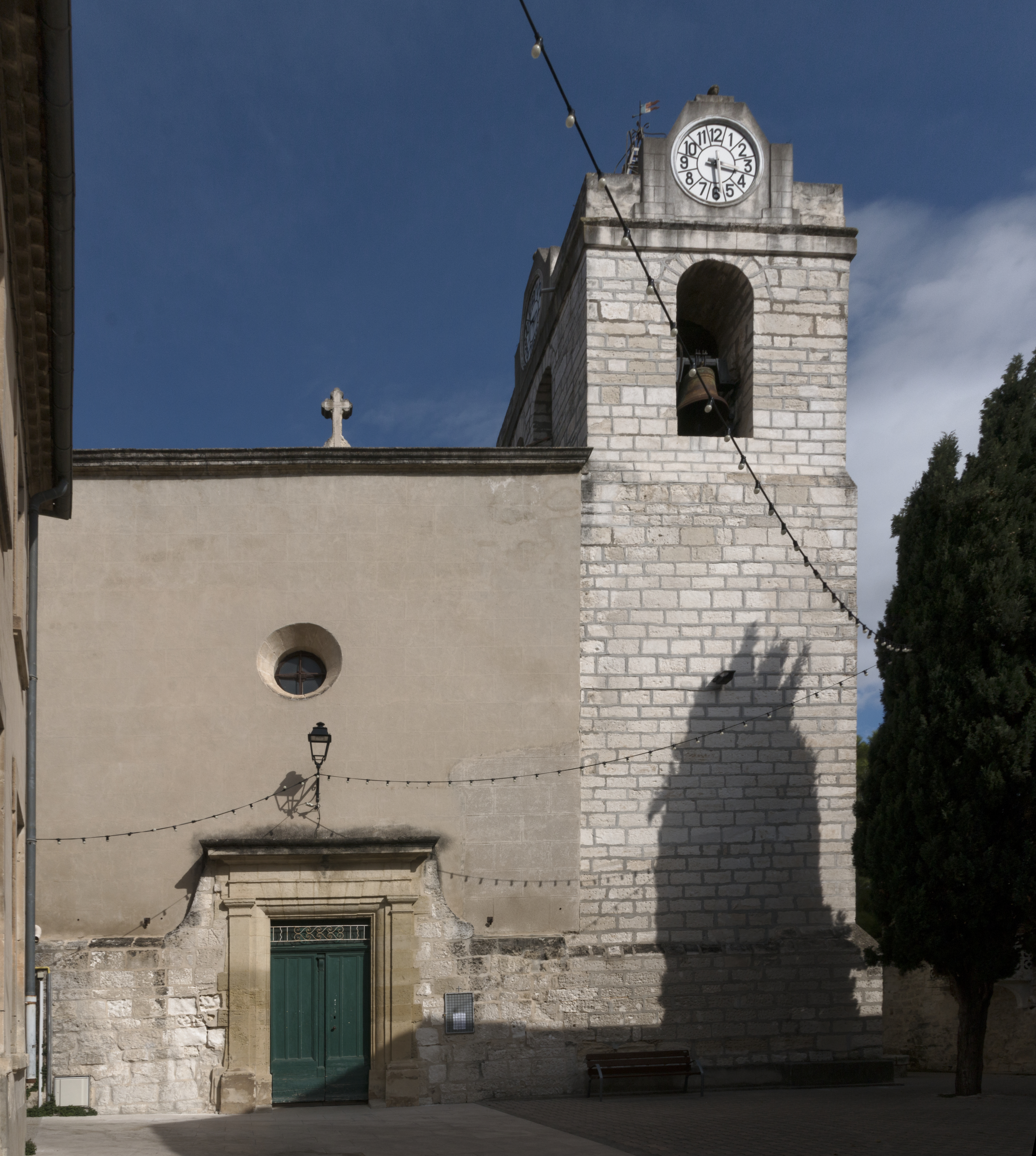
Église Saint Vincent de Lunel-Viel.

- Église Saint Vincent de Lunel-Viel.L’église Saint-Vincent :
Cette église construite en XVe siècle a été détruite plusieurs fois au cours de la guerre des Religions. Le seul vestige de l'église médiévale est le clocher. Il est surmonté d'un campanile en fer abritant une cloche classée MH datant de 1738 réalisée par le maître fondeur Jean Poutingon. Saint Vincent est le patron du village
- Le château de Lunel-Viel et son orangerie :
Aucun texte ne signalait la présence d'un château au Moyen Âge. En effet Lunel-Viel était à cette époque sous le commandement de la baronnie de Lunel. Le château date du XIIe siècle pour sa partie la plus ancienne. Bâti par la famille de Trémollet, seigneur du lieu aux XVIIe et XVIIIe siècles, le château fut vendu à la veille de la Révolution au sieur Durand, maire de Montpellier. Le château a été profondément transformé durant la seconde moitié du XIXe siècle. Le château appartenait alors à Paul Manse, un riche avocat. Il a fait construire une chapelle qui a gardé son décor néo-gothique. La tour, sorte de donjon néo-médiéval domine le village et la plaine d'une hauteur imposante de 30 mètres. Dans le parc fut construite en 1876 une grande orangeraie de style Napoléon III, sa couverture d'ardoise en écaille et son décor sculpté lui a valu d'être classé monument historique par les bâtiments de France en 1990. Au sein du parc se trouve aussi un carillon de trois cloches datant de 1898 initialement installé sur la façade du château. Depuis 2008, ce lieu accueille le festival Un piano sous les arbres qui se tient chaque année pendant le dernier week-end d'août.
- La tour de Farges :
Située au sommet d'une colline dominant la Petite Camargue et entourée de ceps de vigne de muscat, le domaine de « La tour de Farges » est riche d'une histoire mouvementée remontant au XVIe siècle. Depuis la fin du XVIIIe siècle, elle appartient à la famille Sabatier, dont l'un trois frères François en a été le propriétaire au cours du XIXe siècle[67]. Bohème de la famille, il était amateur d'art et épris d'amitié avec des artistes de talent. Ainsi, le peintre Gustave Courbet, invité dans la propriété, immortalise le domaine dans une de ces toiles « Vue de la Tour de Farges ». Parmi les nombreux hôtes de passage dans ce domaine durant le vivant de son propriétaire, on peut citer entre autres, Karl Marx, Jules Michelet, Dominique Papety, Moritz Hartmann…
- L'incinérateur d'ordures ménagères :
Exploité par la société SITA SUEZ, l'incinérateur Ocréal de Lunel-Viel traite environ 120 000 tonnes par an d'ordures ménagères.Le professeur Charles SULTAN et la cancérologue Mariette GERBER ont pu mettre en évidence dans une étude épidémiologique une augmentation significative des cancers dans un rayon de 5 à 15 km autour de l'incinérateur de Lunel-Viel. Des taux inquiétants de dioxine ont également été enregistrés notamment au sud de la cheminée avec un taux de dioxines 6,5 fois supérieur à celui mesuré en avril 1999 par Ocréal. Il est de 1,64 picogramme par gramme de matière sèche alors qu’il était de 0,25 voilà 20 ans. Ce lieu de mesure se situe à 5 km de la cheminée, près d’une coopérative de fruits de Saint-Nazaire-de-Pézan. Les deux autres prélèvements ont été réalisés à Saint-Christol, à cinq kilomètres au nord de la cheminée, et près de Valergues. Là, on relève des taux respectifs de 0,34 et 0,31 picogramme par gramme de matière sèche. S'il est difficile de mettre un lien direct entre ces chiffres et la présence de l'incinérateur, une étude épidémiologique analytique, plus longue et coûteuse, serait de nature à établir sans équivoque l’impact sanitaire d’un tel incinérateur selon Mariette GERBER Chercheuse Cancérologue an CNRS de Montpellier. (article Midi Libre)

### Héraldique
| Armes de Lunel-Viel | Les armes de Lunel-Viel se blasonnent ainsi : écartelé au premier et au quatrième d'or à un bœuf rampant de gueules, au deuxième d'azur à la face d'or accompagnée en chef de trois besants d'or et en pointe d'un croissant d'argent, au troisième d'azur à la croix d'or, sur le tout d'azur à un cygne d'argent soutenu d'une champagne ondée du même |

### Personnalités liées à la commune
- Antoine Roux (1842-1915), ancien maire et écrivain occitan.
- Georges Rouquier (1909-1989), acteur et réalisateur.

## Galerie

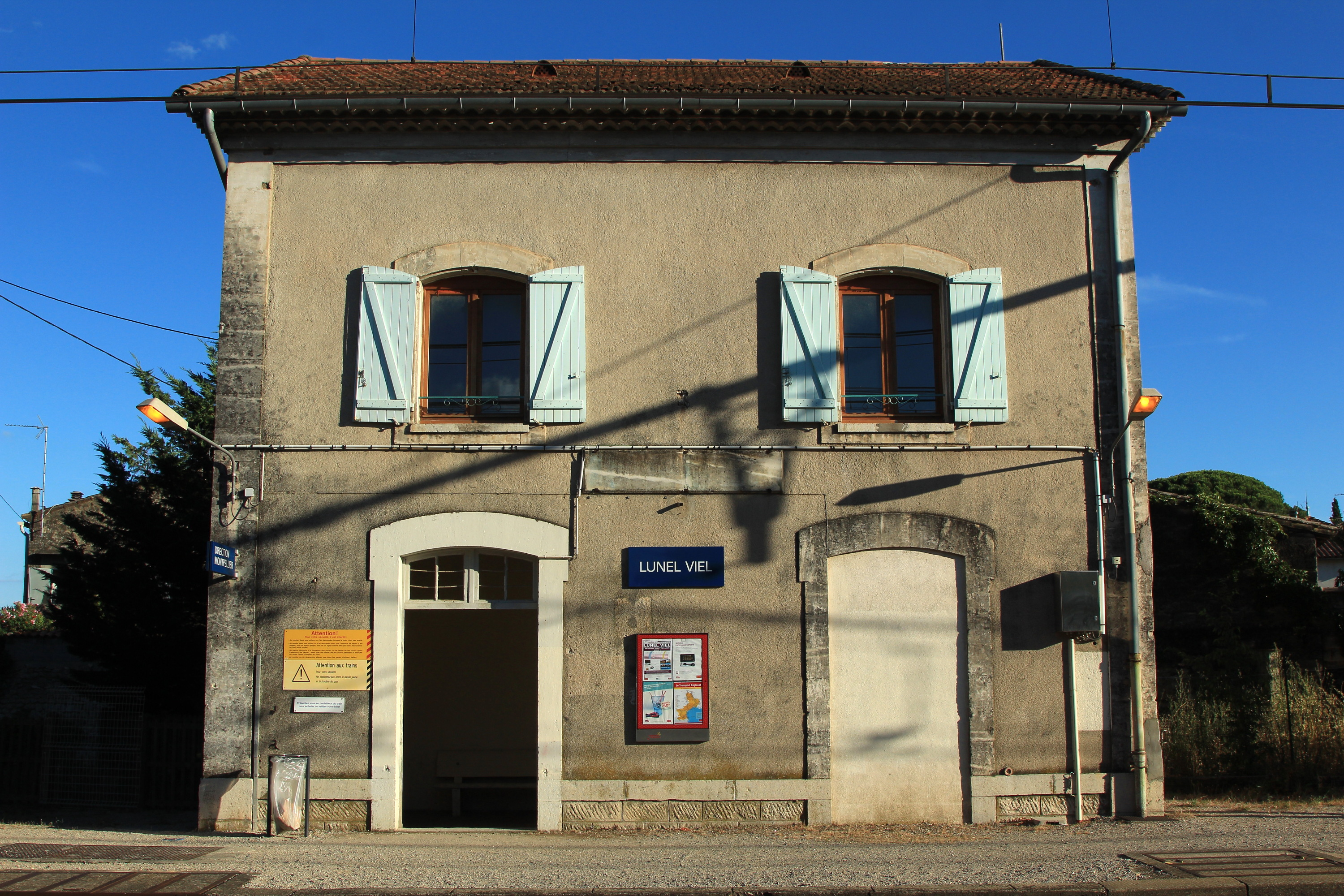
Vue du bâtiment de voyageurs de la gare de Lunel-Viel.
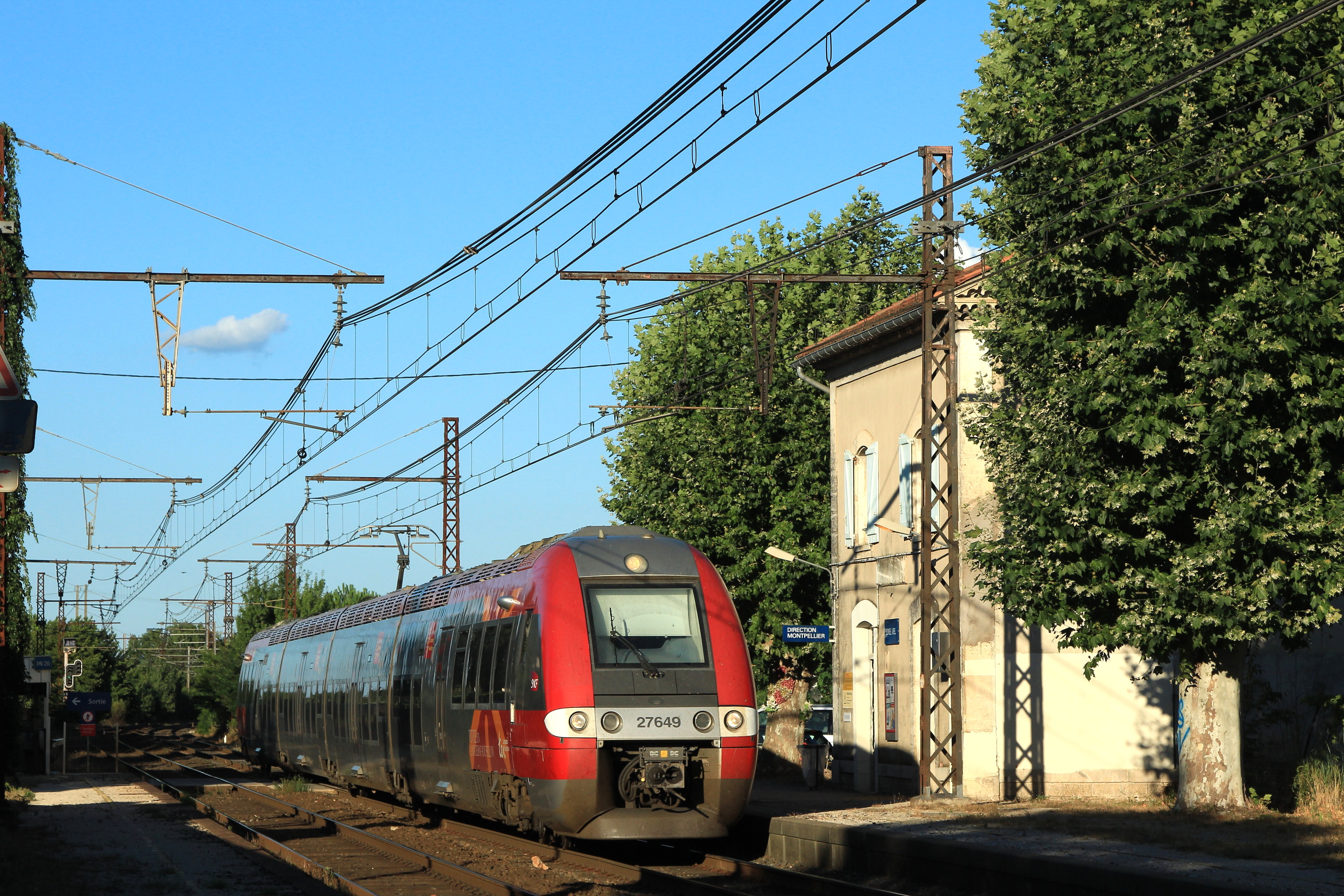
L'automotrice de la série ZGC no 27649 passe par Lunel-Viel.
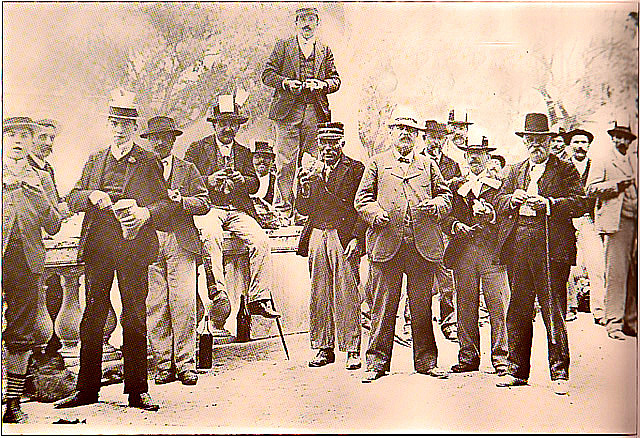
Le Comité viticole de Lunel-Viel en 1907.